# Galeodes fumigatus
Espèce
Synonymes
- Galeodes ater Birula, 1890

Galeodes fumigatus est une espèce de solifuges de la famille des Galeodidae.

## Distribution
Cette espèce se rencontre au Turkménistan et en Iran.

## Description
Le mâle décrit par Roewer en 1934 mesure 48 mm et la femelle 60 mm.

## Publication originale
- Walter, 1889 : Transkaspische Galeodiden. Zoologische Jahrbèucher. Abteilung fèur Systematik, Geographie und Biologie der Tiere, vol. 4, no 1, p. 1095-1109 (texte intégral).